# Liste von Persönlichkeiten der Stadt Detmold

## Söhne und Töchter der Stadt
Folgende Persönlichkeiten wurden in Detmold geboren:

### Bis 1900

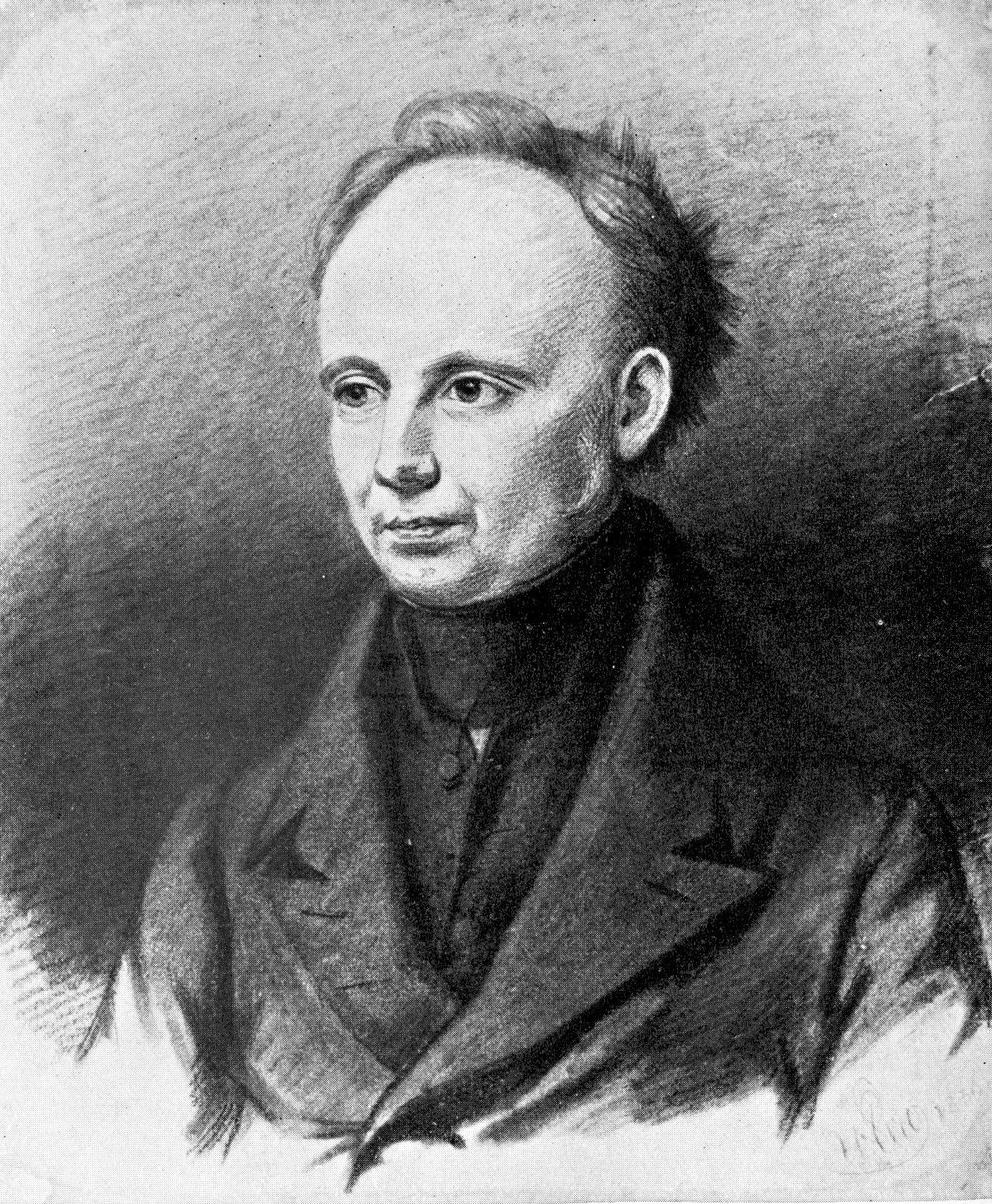
Christian Dietrich Grabbe

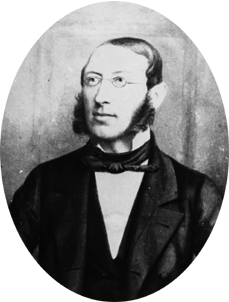
Georg Weerth

- Gepa von Itter (um 1078–um 1135), Adelige und Stifterin des Augustiner-Chorfrauenstifts Aroldessen
- Magdalena zur Lippe (1552–1587), Landgräfin von Hessen-Darmstadt
- Caspar Pezel (1573–1634), Jurist, Archivar und Bibliothekar
- Jobst Hermann zur Lippe-Biesterfeld (1625–1678), Graf zur Lippe, Sternberg und Schwalenberg
- Simon Philipp zur Lippe (1632–1650), Landesherr der Grafschaft Lippe
- Christoph Ludwig (1679–1747), Mitregent der Grafschaft Lippe
- Friedrich Adolf Lampe (1683–1729), Theologe
- Hermann Friedrich Kahrel (1719–1787), Rechtswissenschaftler, Philosoph und Hochschullehrer
- Simon August von Lippe (1727–1782), Graf von Lippe
- Philip Christian Ribbentrop (1737–1797), Jurist, Schriftsteller und Chronist
- Leopold I. zur Lippe (1767–1802), erster Fürst zur Lippe
- Johann Arnold Kanne (1773–1824), Schriftsteller, Mythologe und Sprachforscher
- Simon Heinrich Adolf Herling (1780–1849), Grammatiker und Philologe
- Wilhelm Eberhard Capelle (1785–1822), Kaufmann und Hof-Materialist
- Johann Friedrich Wilhelm Pustkuchen (1793–1834), Geistlicher und Schriftsteller
- Wilhelm Tegeler (1793–1864), Beamter und Maler
- Leopold Zunz (1794–1886), Wissenschaftler, Begründer der Judaistik
- Leopold II. zur Lippe (1796–1851), Fürst zur Lippe
- Friedrich Prinz zur Lippe (1797–1854), Offizier der k. k. Armee im Kaisertum Österreich
- Christian Dietrich Grabbe (1801–1836), Dramatiker
- Simon Georg Schmidt (1801–1861), Chorleiter, Violinist und Komponist
- August von Cölln (1804–1865), Generalsuperintendent
- Ferdinand Ludwig August Merckel (1808–1893), Baumeister
- Ferdinand Freiligrath (1810–1876), Lyriker
- Otto Preuß (1816–1892), Justizrat, Bibliothekar und Geschichtsforscher
- Abraham Treuenfels (1818–1879), Rabbiner
- Georg Rosen (1820–1891), Iranist, Turkologe und Diplomat
- Leopold III. zur Lippe (1821–1875), Fürst zur Lippe
- Theodor Althaus (1822–1852), Theologe und Schriftsteller
- Ludwig Menke (1822–1882), Künstler und Zeichenlehrer
- Georg Weerth (1822–1856), Schriftsteller
- Woldemar zur Lippe (1824–1895), Fürst zur Lippe
- Theodor Piderit (1826–1912), Schriftsteller
- Friedrich Althaus (1829–1897), Hochschullehrer, Schriftsteller und Übersetzer
- Gustav Wallis (1830–1878), Botaniker und Südamerika-Reisender
- Alexander zur Lippe (1831–1905), Fürst zur Lippe
- Julius Althaus (1833–1900), Neurologe und Fachbuchautor, Klinikgründer
- Theodor Husemann (1833–1901), Pharmakologe, Mediziner und Hochschullehrer
- Georg Kirchhof (1837–1918), preußischer Generalmajor
- August Althaus (1839–1919), Lehrer und Politiker (DFP)
- Wilhelm Oesterhaus (1840–1927), lippischer Mundartdichter und Pädagoge
- Georg Christian Wilhelm Meyer (1841–1900), Rechtswissenschaftler und Politiker
- Hermann Wolff (* 1841), Maler
- Louis Quentin (1847–1929), Oberbürgermeister von Herford
- Friedrich Frevert (1841–1914), Lehrer und Heimatdichter
- Otto Preuß (1851–1933), Landgerichtspräsident, geheimer Oberjustizrat und Landtagsabgeordneter (DNVP)
- Hermann Althof (1854–1906), Germanist, Lehrer und Kunstsammler
- Wilhelm Köster (1869–1941), Schneidermeister und Mitglied des Landtags Lippe
- Wilhelm Busse (1871–1921), Oberbürgermeister von Herford
- Otto Kuhlmann (1873–1948), Architekt, Geheimer Hofbaurat
- Hermann Danjes (1877–1926), Maurermeister und Mitglied des Lippischen Landtags
- Karl Kuhlmann (1877–1963), deutsch-Schweizer Elektrotechniker und Hochschullehrer
- Joseph Plaut (1879–1966), Schauspieler, Sänger, Heimatdichter
- Carl Salomon (1881–1942), Arzt, Militärarzt und Chirurg
- Karl Meier (1882–1969), Heimatforscher, Autor und Zeichner
- Ernst Rötteken (1882–1945), Kunstmaler und Grafiker
- Otto Franzmeier (1885–1980), Heimatdichter
- Friedrich Fischer-Friesenhausen (1886–1960), Schriftsteller
- Jürgen Stroop (1895–1952), SS-Gruppenführer und Generalleutnant der Waffen-SS
- Albrecht Gehring (1898–1985), Politiker (1957–1965 MdB)
- Elisabeth Lange (1900–1944), Opfer des Nationalsozialismus
- Siegfried Schürenberg (eigentlich Siegfried Wittig; 1900–1993), Schauspieler (u. a. Edgar-Wallace-Reihe) und Synchronsprecher

### 1901 bis 1950

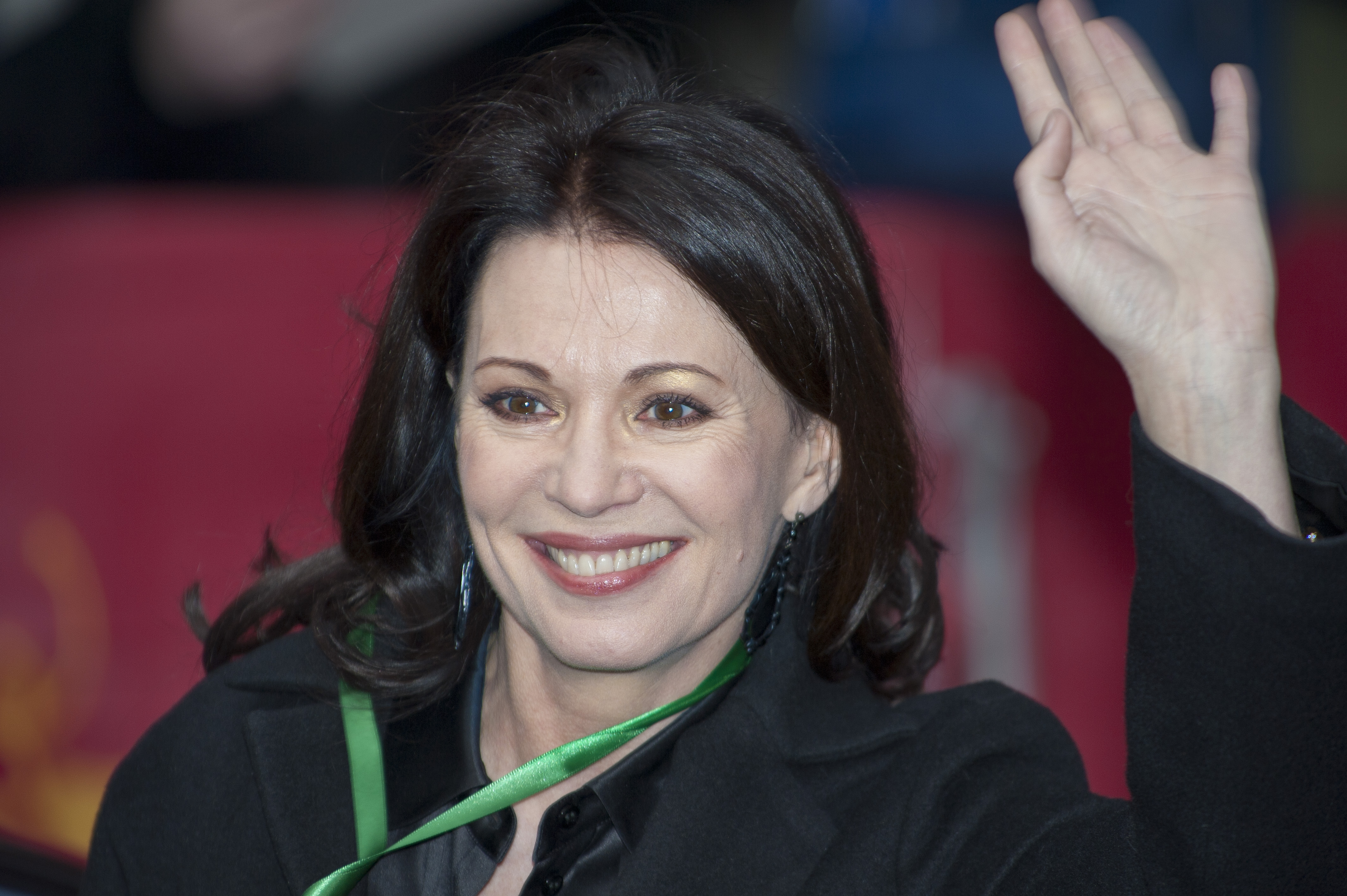
Iris Berben

- Hans Wilhelm Sartorius von Bach (1904–1975), deutsch-südwestafrikanischer Farmer und Politiker
- Ruth Michaelis-Jena (1905–1989), deutsch-britische Schriftstellerin und Übersetzerin
- Rolf Böger (1908–1995), Jurist, Bundestagsabgeordneter
- Otto Nacke (1915–2006), Mediziner und Hochschullehrer
- Heinrich Meier (1916–1989), Volkskammerabgeordneter (NDPD) und stellvertretender Minister
- Heddy Pross-Weerth (1917–2004), Übersetzerin, Literaturkritikerin, Publizistin und Autorin
- Sokratis Dimitriou (1919–1999), griechisch-deutscher Architekt und Kunsthistoriker
- Werner Buchholz (1922–2019), Ingenieur, Schöpfer des Kunstwortes Byte
- Hanna-Maria Zippelius (1922–1994), Verhaltensforscherin
- Nikolaus Schilling (1923–2021), Schauspieler
- Wilhelm Böke (1924–1993), Ophthalmologe, Ordinarius in Kiel
- Wolfgang Fauth (1924–2020), Altphilologe und Religionswissenschaftler
- Armin Prinz zur Lippe (1924–2015), Unternehmer und Oberhaupt des Hauses Lippe
- Manfred Fuhrmann (1925–2005), Altphilologe
- Gottfried Hilgerdenaar (1925–2015), Seemann, bezeugte die deutsche Hochseefischerei
- Klaus Balke (1929–2022), Maler, Bildhauer und Medailleur
- Dieter G. Eberl (1929–2013), Schriftsteller
- Roderich Fuhrmann (1929–2003), Pianist, Musikpädagoge und -wissenschaftler
- Horst Schäfer (1930–2020), Journalist und Autor
- Renate Kroos (1931–2017), Kunsthistorikerin
- Udo Vioff (1932–2018), Schauspieler
- Dieter Blümchen (1936–2023), Fußballspieler
- Jörn-Peter Schmidt-Thomsen (1936–2005), Architekt und Präsident der Architektenkammer Berlin
- Lothar Vollmer (1936–2023), Rechtswissenschaftler und Hochschullehrer
- Karl Heinrich Krüger (1937–2023), Historiker
- Erwin Ernst Wilhelm Meier (1937–2007), Schulmusiker und Komponist
- Hans-Ulrich Schmincke (1937–2024), Vulkanologe
- Achim Müller (1938–2024), Chemiker und Hochschullehrer
- Raimund Borgmeier (1940–2024), Anglist
- Eike Ebert (* 1940), Politiker (1990–1994 MdB)
- Thomas R. P. Mielke (1940–2020), Schriftsteller
- Heinz, Heinz Burt (1942–2000), Sänger und Musiker
- Jürgen Bier (1943–2007), Kieferchirurg
- Manfred Heiting (* 1943), Werbe- und Buchgestalter, Fotosammler
- Wolfgang Schäfer (* 1944), Jurist, Direktor des Landschaftsverbandes Westfalen-Lippe
- Peter Brüggemann (* 1945), deutscher Brigadegeneral
- Jürgen Klein (* 1945), Anglist, Literaturwissenschaftler und Hochschullehrer
- Hans Ottomeyer (* 1946), Kunsthistoriker, Präsident der Stiftung Deutsches Historisches Museum, Berlin
- Franz-Joseph Peine (1946–2021), Staats- und Verwaltungsrechtler, Hochschullehrer
- Dietrich Poeck (* 1946), Historiker
- Burghard Schlicht (* 1946), Filmemacher, Journalist und Autor
- Hans-Jürgen Grabbe (* 1947), Historiker
- Leopold-Theodor Heldmann (* 1947), Diplomat
- Klaus Hess (* 1948), Verleger
- Herrad Schenk (* 1948), Sozialwissenschaftlerin, Schriftstellerin
- Bernhard Sprute (* 1949), bildender Künstler
- Iris Berben (* 1950), Schauspielerin
- Irene Schramm-Biermann (* 1950), Malerin

### Ab 1951

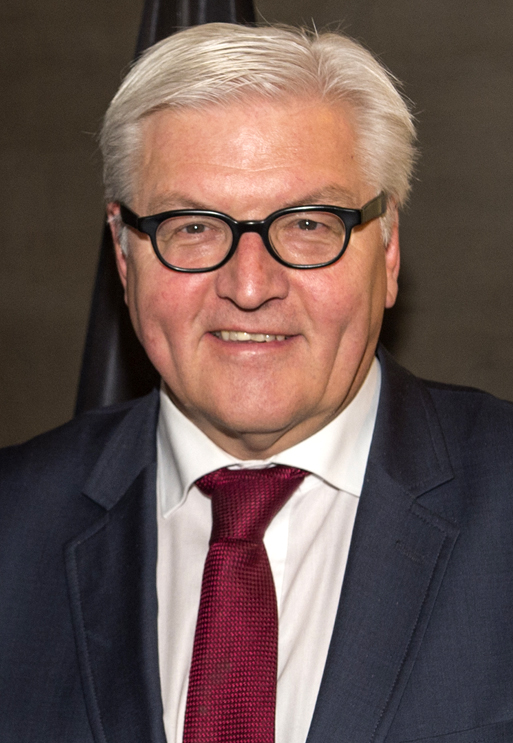
Frank-Walter Steinmeier

- Konrad Otto-Zimmermann (* 1951), Umweltplaner
- Axel Sander (* 1951), Maler
- Sabine Berghahn (* 1952), Juristin und Journalistin
- Albrecht Hagemann (* 1954), Historiker und Gymnasiallehrer
- Monika Heubaum (* 1954), Politikerin (1994–2005 MdB)
- Peter Lampe (* 1954), Theologe
- Walter Spindler (* 1954), Generalmajor der Bundeswehr
- Detlef Grumbach (* 1955), Journalist, Publizist, Autor und Verleger
- Axel Halle (* 1955), Bibliothekar
- Rainer Kolk (* 1955), Germanist
- Uta Bellion (* 1956), deutsch-britische Ingenieurin, Umweltaktivistin und Politikerin
- Uta Halle (* 1956), Landesarchäologin von Bremen und Hochschullehrerin
- Frank-Walter Steinmeier (* 1956), Politiker (SPD), 12. Bundespräsident der Bundesrepublik Deutschland
- Edmund Haferbeck (* 1957), Agrarwissenschaftler, Tierrechtsaktivist, freier Journalist und Dezernent
- Peter Schuster (* 1957), Historiker
- Arnd Bauerkämper (* 1958), Historiker
- Irmlind Capelle (* 1958), Musikwissenschaftlerin und Editorin
- Manfred Ostermann (* 1958), Kommunalpolitiker (parteilos) und Landrat
- Thomas Vesting (* 1958), Rechtswissenschaftler und Hochschullehrer
- Andreas Anter (* 1960), Politikwissenschaftler und Hochschullehrer
- Andreas Buhr (* 1960), Autor, Redner, Dozent und Unternehmer
- Dirk Blübaum (* 1961), Kunsthistoriker, Leiter des Staatlichen Museums Schwerin
- Stefanie Golisch (* 1961), Autorin, Literaturwissenschaftlerin und Übersetzerin
- Hans-Harald Ehlert (* 1962), Politiker und der Gründer der Treberhilfe Berlin
- Ludger Beerbaum (* 1963), Springreiter
- Jo Krause (* 1963), Jazzmusiker
- Christian Schäfer (* 1963), Politiker
- Paddy Schmidt, eigentlich Harald Kligge (* 1963), Musiker und Entertainer (Folk Rock)
- Stefan Schulz (* 1963), Brigadegeneral der Bundeswehr
- Heinrich Stiewe (* 1963), Volkskundler
- Andreas Voßkuhle (* 1963), Rechtswissenschaftler, Präsident des Bundesverfassungsgerichts
- Gerhard Luchterhandt (* 1964), Kirchenmusiker und Hochschullehrer
- Monika Schuol (* 1964), Althistorikerin
- Silke Tammen (1964–2018), Kunsthistorikerin und Hochschullehrerin
- Sebastian Faust (* 1965), Schauspieler
- Annette Hennigs (* 1965), Historikerin und wissenschaftliche Archivarin
- Volkwin Müller (* 1965), Musiker, Sänger, Rock/Folk-Liedermacher
- Jörg Weber (* 1965), Fußballspieler und -trainer
- Alexander Albert (* 1966), Herzchirurg und Wissenschaftler
- Susanne Bögeholz (* 1966), Biologiedidaktikerin, Professorin
- Manfred Luchterhandt (* 1966), Kunsthistoriker, Professor
- Anne Weber (* 1966), Schauspielerin
- Christian Buttkereit (* 1967), Journalist und Moderator
- Wotan Wilke Möhring (* 1967), Schauspieler
- Ulrike Renk (* 1967), Schriftstellerin
- Marcus Hoffmann (* 1968), Wirtschaftswissenschaftler und Hochschullehrer
- Corinna Rosteck (* 1968), freischaffende Künstlerin
- Christopher Uhe (* 1968), Musiker und Produzent
- Cord-Friedrich Berghahn (* 1969), Literaturwissenschaftler und Hochschullehrer
- Agnes Luchterhandt (* 1969), Kirchenmusikerin
- Robin Jähne (* 1969), Tierfilmer
- Markus Gellhaus (* 1970), Fußballtrainer
- Timm Kruse (* 1970), Journalist und Schriftsteller
- Matthias Opdenhövel (* 1970), Fernsehmoderator
- Suzanne Grieger-Langer (* 1972), Personalberaterin und Sachbuchautorin
- Christian Gläsel (* 1973), Unternehmer und Autorennfahrer
- Kim Efert (* 1974), Jazzmusiker
- Mareike Fell (* 1975), Schauspielerin
- Sven Montgomery (* 1976), schweizerisch-amerikanischer Radrennfahrer (Team Gerolsteiner)
- Katharina Held (* 1977), Drehbuchautorin
- Florian Weber (* 1977), Pianist
- Vera Ludwig (* 1978), Lyrikerin
- Lars Penke (* 1978), Professor für biologische Persönlichkeitspsychologie
- Gönül Eğlence (* 1979), Politikerin (Bündnis 90/Die Grünen)
- Alexander Koke (* 1979), Handballspieler und Handballtrainer
- Marion Catherine Müller (* 1979), Schauspielerin
- Suzanne Bernert (* 1982), Schauspielerin
- Hendrik Müller (* 1986), Jazzmusiker
- Matthias Richter alias Tujamo (* 1988), DJ und Musiker
- Tommi Schmitt (* 1989), Autor, Kolumnist und Podcast-Moderator
- Stefan Langemann (* 1990), Fußballspieler
- Sira Busch (* 1993), Mathematiker/-in und Poetry-Slammer/-in
- Niklas Wiemann (* 1999), Fußballspieler

## Ehrenbürger
- 2002 Giselher Klebe

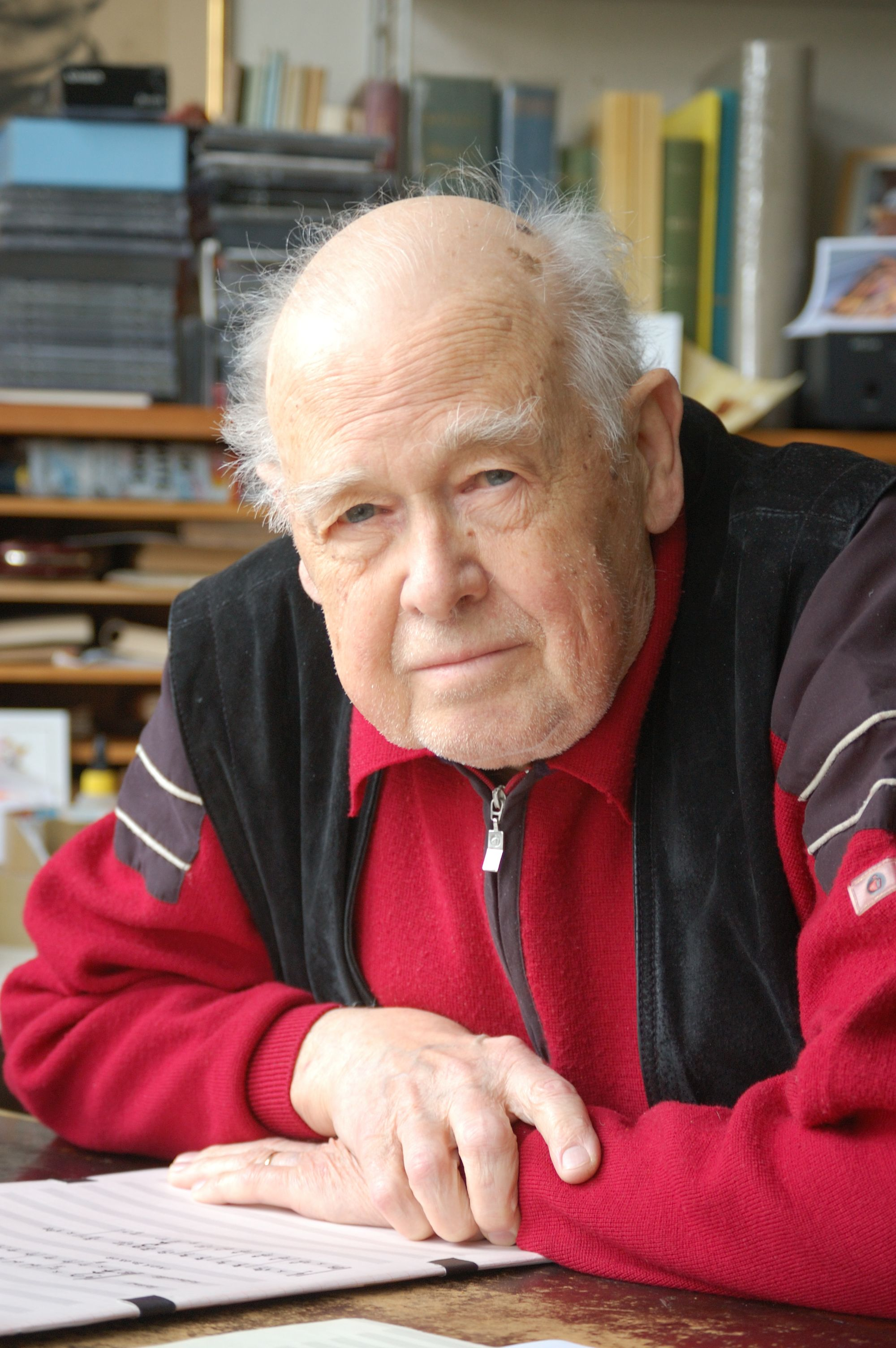
Giselher Klebe, Komponist, Ehrenbürger seit 2002, Aufnahme von 2008

- 1988 Paul Meyers (Bürgermeister der Partnerstadt Hasselt)
- 1936 Alfred Meyer (wurde am 9. November 1945 vom Rat wieder aberkannt)
- 1936 Wilhelm Brückner (wurde am 9. November 1945 vom Rat wieder aberkannt)
- 1935 Wilhelm Teudt (wurde am 27. Mai 2010 vom Rat symbolisch  aberkannt)[1]
- 1934 Ulrich Volkhausen
- 1927 Otto Weerth (1849–1930), Professor h. c. für Geologie, unterrichtete am Leopoldinum
- 1919 Robert Wittje
- 1917 Paul von Hindenburg
- 1916 Hermann Theopold
- 1913 Bernhard Winkelsesser
- 1909 Hans Hinrichs
- 1895 Otto Fürst von Bismarck
- 1895 Dietrich Grote
- 1890 Eduard Horrmann
- 1871 Ernst von Bandel
- 1837 Johann Wilhelm von Hoffmann
- 1759 Simon Henrich Wistinghausen

## Weitere Persönlichkeiten

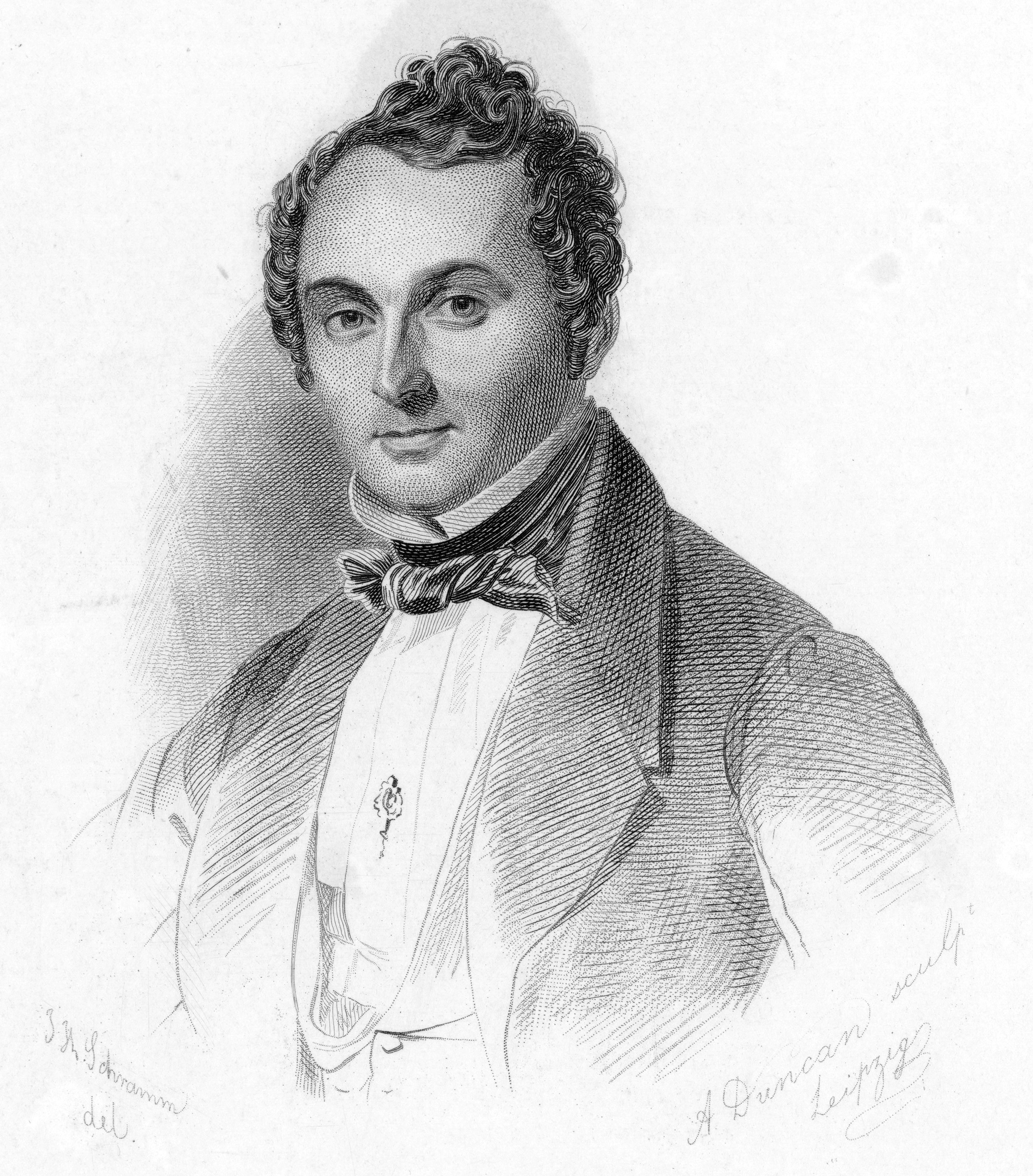
Komponist Albert Lortzing war ab 1826 am Hoftheater in Detmold, Stahlstich um 1830

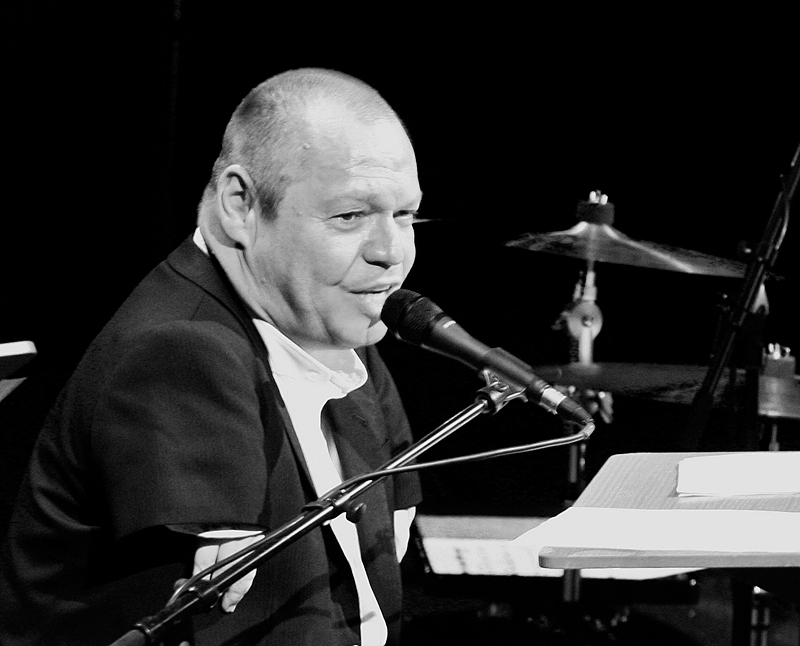
Thomas Quasthoff lehrte an der Hochschule für Musik (Foto Anfang 2010)

Folgende Persönlichkeiten sind keine gebürtigen Detmolder, haben aber in der Stadt gewirkt:
- Ludwig Altenbernd (1818–1890), Heimatdichter
- Ernst von Bandel (1800–1876), Erbauer des Hermannsdenkmals
- Albert Berthold (1841–1926), Theaterdirektor und Intendant am Landestheater Detmold
- Günter Bialas (1907–1995), Komponist
- Johannes Brahms (1833–1897), Pianist und Komponist
- Ferdinand Wilhelm Brune (1803–1857), Architekt und Baumeister
- Kurt Denzer (1939–2021), Dokumentarfilmer
- Heinrich Drake (1881–1970), lippischer Regierungschef (1919–1933, 1945–1947)
- Johann Friedrich Ludwig Drewes, evangelischer Pfarrer zu Detmold, Kirchenlieddichter, gestorben am 17. November 1762
- Johannes Driessler (1921–1998), Komponist
- Karl Ehlers (1904–1973), Bildhauer
- Friedrich Eicke (1883–1975), Maler und Zeichner
- Felix Fechenbach (1894–1933), Journalist und Schriftsteller
- Wolfgang Fortner (1907–1987), Komponist und Dirigent
- Franz Hartmann, Unternehmer aus Lage, der 1905 in Detmold die Sinalco-Produktion begann
- Ludwig Hölzermann (1830–1870), Offizier, Militärhistoriker und Numismatiker
- Fritz Huth (1908–1980), Hornist
- Hans-Hermann Jansen (* 1960), Musiker und Pädagoge
- Albert Lortzing (1801–1851), Komponist
- Wilhelm Maler (1902–1976), Musiktheoretiker, Gründungsrektor der Musikhochschule
- Dietrich Manicke (1923–2013), Komponist und Musiktheoretiker
- Adolf Neumann-Hofer (1867–1925), liberaler Reichs- und Landtagsabgeordneter, Verleger
- Erik Nölting (1892–1953), Dozent an der Akademie für Verwaltungswissenschaften, späterer NRW-Wirtschaftsminister
- Moritz Leopold Petri (1802–1873), Schriftsteller und Jurist; leitete 13 Jahre lang die  Wochenzeitschrift Lippisches Magazin für vaterländische Cultur und Gemeinwohl
- Jutta Prieur-Pohl, Archivarin und Historikerin
- Thomas Quasthoff (* 1959), Bassbariton
- Kay-Sölve Richter (* 1974), TV-Journalistin und Moderatorin; aufgewachsen im Ortsteil Diestelbruch[2]
- Hildegard Sauerbier (1891–1976), erste Frau, die das Stadtgymnasium Detmold leitete
- Roland Schäfer (* 1949), Kommunalpolitiker
- Heinrich Schwanold (1867–1932), Lehrer und Heimatforscher
- Kurt Thomas (1904–1973), Chorleiter
- Halit Ünal (* 1951), deutsch-türkischer Schriftsteller
- Günter Wand (1912–2002), Dirigent
- August Wessel (1861–1941), Generalsuperintendent der Lippischen Landeskirche und 1919 Mitglied des Lippischen Landtags
- Hans Wollschläger (1935–2007), Schriftsteller und Übersetzer; hat in Detmold Musik studiert